# Josep Boneu i Pi
Josep Boneu i Pi o Josep de Boneu i Pi fou un militar i polític barceloní que, com a governador de Barcelona, defensà la ciutat del setge borbònic del 1706.
Va néixer a Barcelona a mitjan segle xvii. Era fill de Miquel Boneu, ciutadà honrat de Barcelona i síndic del braç reial. Va ingressar a l'exèrcit de ben jove i l'any 1665 ja figurava com a capità de cavalleria.
L'any 1674 el capità Boneu era governador militar de Maçanet de Cabrenys. Des d'allà, en detectar que un exèrcit francès es preparava per fer una ofensiva sobre Catalunya travessant els Pirineus, va mobilitzar les tropes per enfrontar-se a l'exèrcit francès al coll de Portell, a l'Empordà. El capità Boneu, juntament amb el capità Josep de Trinxeria, aconseguí fer front als francesos i obligar-los a retirar-se de l'Empordà. Un any després, el capità Boneu, com a governador de Maçanet, amb pocs soldats a les seues ordres, va tornar a enfrontar-se a l'exèrcit francès de monsieur Labret i va ser capturat.
Alliberat del seu captiveri a França, el capità Boneu va ésser ascendit a la graduació de mestre de camp del terç de Barcelona i de la Diputació del General l'any 1691, esdevenint aleshores el principal càrrec de comandament de l'exèrcit de la Generalitat. Era aleshores un dels militars més experimentats de Catalunya. Com a mestre de camp del terç de la Diputació del General va tindre un paper destacat a la batalla de Verges, coneguda també com a batalla del Ter o de Torroella de Montgrí, que va tindre lloc el 27 de maig del 1694, en el marc de la Guerra dels Nou Anys (1688-1697). S'hi van enfrontar les tropes franceses del duc de Noailles, que havien ocupat Roses i pretenien prendre Girona, contra les tropes espanyoles, molt menys preparades i més febles. La victòria va ésser per a l'exèrcit francès, el qual no va trobar resistència per anar envaint el Principat de Catalunya. En total van enfrontar-se en aquesta batalla uns 25.000 soldats i hi hagué més de 5.000 baixes. El mestre de camp Josep Boneu, al capdavant del terç de la Generalitat, va dirigir una valerosa defensa de les tropes espanyoles davant de la persecució de la cavalleria francesa, que va ajudar a salvar molts soldats que fugien de manera desorganitzada.
L'any 1697 va participar en la defensa de Barcelona durant el setge francès del duc de Vendôme. Poc temps després va ser nomenat general i governador militar de la ciutat de Tarragona. A la seua guarnició comptava amb l'assistència del coronel Pedro Vico amb 440 soldats italians, del general Francisco Gaetano de Aragón amb 150 cavalls del regiment reial de Nàpols, de dues companyies de la plaça i 20 artillers.
En iniciar-se la Guerra de Successió Espanyola a Catalunya, Boneu es va posar sota l'obediència de l'arxiduc Carles d'Àustria i va lliurar la ciutat de Tarragona a l'exèrcit austriacista. El 24 de novembre del 1705 el rei Carles el va nomenar general d'artilleria, assumint el comandament de tota l'artilleria, i governador de la plaça militar de Barcelona. El general Boneu va assistir en les funcions de govern el mariscal comte d'Uhlefeld i va dirigir part de la defensa de la ciutat de Barcelona durant el setge borbònic de Felip V, que va tindre lloc la primavera de l'any 1706. El general Boneu va ser membre de la Junta de Guerra del rei Carles d'Àustria, juntament amb el comte d'Uhlefeld i el comte de Cifuentes, entre d'altres.
L'any 1710 el general Boneu va participar en la campanya del rei Carles per Castella i va formar part del seu consell de regència. Un any després, el rei el va promocionar a la graduació de tinent general de l'exèrcit, el càrrec més elevat que aleshores ostentava un català dins de l'exèrcit de Carles III. L'any següent el rei el va ennoblir en concedir-li el títol de comte de la Coromina.
El comte Josep de Boneu va deixar Barcelona l'any 1713 i es va traslladar a Mallorca, on va romandre fins a la capitulació de l'illa, l'any 1715. Aleshores va passar a Gènova i va continuar al servei del seu rei i emperador Carles VI. Va residir en terres italianes fins a la seua mort, esdevinguda l'any 1724.